# 中国共产党第六届中央委员会第七次全体会议
中国共产党第六届中央委员会第七次全体会议，简称六届七中全会，是于1944年5月21日至1945年4月20日，中国共产党在延安杨家岭召开的一次中央委员会全体会议。由于时局的发展变化和为七大准备的文件反复讨论修改，会期长达11个月，先后召开19次主席团会议和8次全体会议。讨论并通过中国共产党《关于若干历史问题的决议》，同时讨论关于中共七大的准备工作和城市工作问题。
六届七中全会上，毛泽东代表中共中央政治局作了工作报告，周恩来作了关于重庆谈判的情况报告。全会讨论并通过了毛泽东起草的《中央关于城市工作的指示》，通过了中共七大主席团、代表资格审查委员会候选人名单和会议日程，以及准备向中共七大作的政治报告、军事报告和准备提交党的七大讨论的党章草案。通过《关于若干历史问题的决议》。

## 会议进程
1944年5月21日，六届七中全会举行第一次全体会议，选出了毛泽东、朱德、刘少奇、任弼时、周恩来等五人组成主席团，毛泽东为主席团主席。会议期间由主席团处理党中央的日常工作，政治局及书记处暂时停止行使职权。
听取了毛泽东代表政治局所作的工作报告，通过了党的七大的议事日程和报告负责人，决定除毛泽东的政治报告由主席团和全会讨论外，其他关于军事报告、修改党章报告、党的历史问题决议等，分别成立4个委员会进行起草。
1944年6月5日，举行第二次全体会议，讨论并通过了毛泽东起草的《中共中央关于城市工作的指示》。《中央关于城市工作指示》提出“争取千百万群众，争取伪军伪警，准备武装起义，夺取城市与交通要道”。
1944年11月9日，举行第三次全体会议，讨论了毛泽东与美国总统罗斯福的私人代表赫尔利谈判的问题。
1944年12月7日，举行第四次全体会议和1945年2月18日举行的第六次全体会议上，周恩来两次报告了去重庆谈判的情况。
1944年12月9日，举行第五次全体会议，讨论了成立解放区联合委员会的问题。
1945年3月31日，举行第七次全体会议，讨论通过了为七大准备的政治报告草案和党章草案，并决定将若干历史问题的议案，提交七中全会讨论通过。
1945年4月20日，中共中央扩大的六届七中全会讨论并原则通过了《关于若干历史问题的决议》。通过了准备向党的七大作的《军事报告》以及党的七大主席团、常务主席、代表资格审查委员会候选人名单和会议日程。

## 意义
中共党史认为，《关于若干历史问题的决议》对党在历史上的若干问题，特别是对以王明为代表、以教条主义为特征的“左”倾错误作了详细结论；肯定六届三中全会及其后的中央对于停止当时党内存在的“左”倾冒险主义错误所起的积极作用；肯定了刘少奇在白区工作的正确路线；指出了党的六届四中全会、六届五中全会的错误；高度评价了毛泽东运用马克思列宁主义的理论和方法来解决中国革命问题的杰出贡献，指出在全党确立毛泽东领导地位的重大意义。
对于1937年以后抗日战争时期党内的若干历史问题，全会认为“因为抗日阶段尚未结束，留待将来做结论是适当的”。